# Abbaye de Follina
L'abbaye de Follina ou de Sanavalle est une abbaye cistercienne située à Follina, dans la province de Trévise (Vénétie, Italie). Fondée en 1146, elle est fermée en 1771.

## Localisation

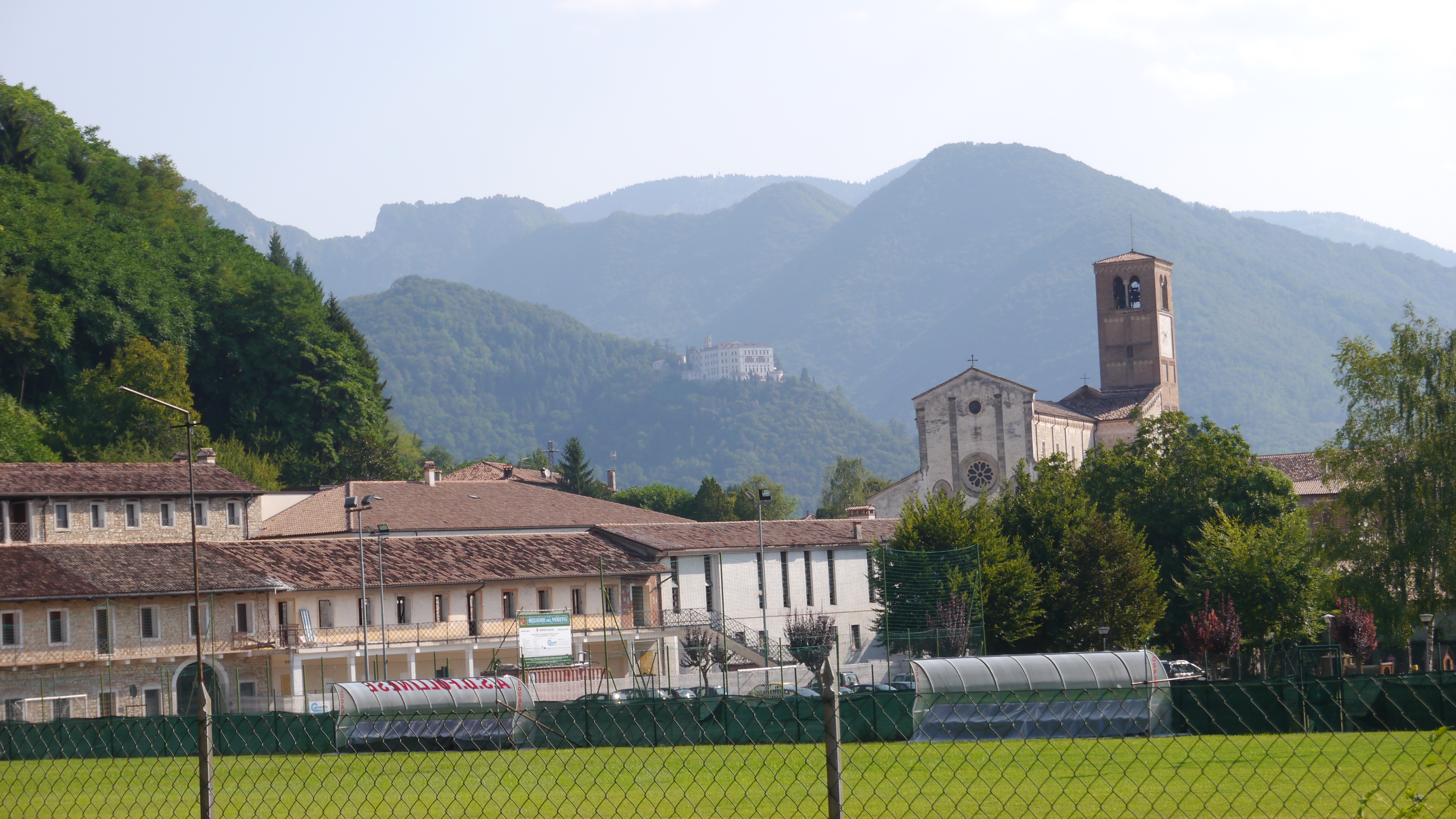
Le site de l'abbaye.

L'abbaye est située au cœur de l'actuel bourg de Follina, dans la vallée du Soligo (it).

## Histoire

### Fondation bénédictine
Les études récentes tendent à montrer qu'une fondation bénédictine a précédé en ce lieu la future abbaye cistercienne. Peu de choses sont connues sur cette communauté, qui dépendait probablement de San Fermo Maggiore (it), à Vérone et qui était sans doute établie durant les IXe et Xe siècles.

### Fondation cistercienne
C'est à la date généralement retenue de 1146 que les cisterciens fondent l'abbaye. Aucune charte de cette époque n'est parvenue aux historiens modernes. En revanche, le mariage de Sofia di Colfosco (it) avec Guecellone II da Camino (it) en 1154 marque le début des donations très importantes que le couple effectue à l'abbaye, et donc le démarrage probable de la construction du monastère.

### Moyen Âge
Grâce au soutien financier des aristocratiques et ecclésial des papes, l'abbaye prospère rapidement. En 1229, Grégoire IX lui confie l'hôpital Santa Maria del Piave (it) ; en 1240, il place, au moins temporairement, sous leur filiation l'abbaye féminine de Santa Margherita di Torcello, dont les cisterciens de San Tommaso dei Borgognoni refusent la charge. Cette période de prospérité dure jusque vers la fin du XIVe siècle.

### Déclin et changement de communauté
En 1448, la république de Venise demande à Nicolas V la suppression de l'abbaye, car celle-ci est considérée comme inféodée aux souverains français et à leur politique alors hégémonique au cours des guerres d'Italie. En réponse, l'abbaye tombe en commende ; elle est également déchue de son statut abbatial. Parmi les abbés commendataires de Follina figure Charles Borromée entre 1560 et 1573. Les cisterciens sont remplacés par des moines camaldules en 1573 ; l'abbaye est canoniquement rétablie en 1585 par Sixte V.

### Suppression
En 1771, la république vénitienne supprime définitivement l'abbaye et vend les bâtiments conventuels. Le cloître est réparti entre plusieurs familles qui y construisent divers bâtiments. Le dernier moine camaldule, Bonifacio Baggio, lègue en 1819 l'abbatiale à la municipalité afin que celle-ci en fasse la paroisse de la ville

### Après l'abbaye

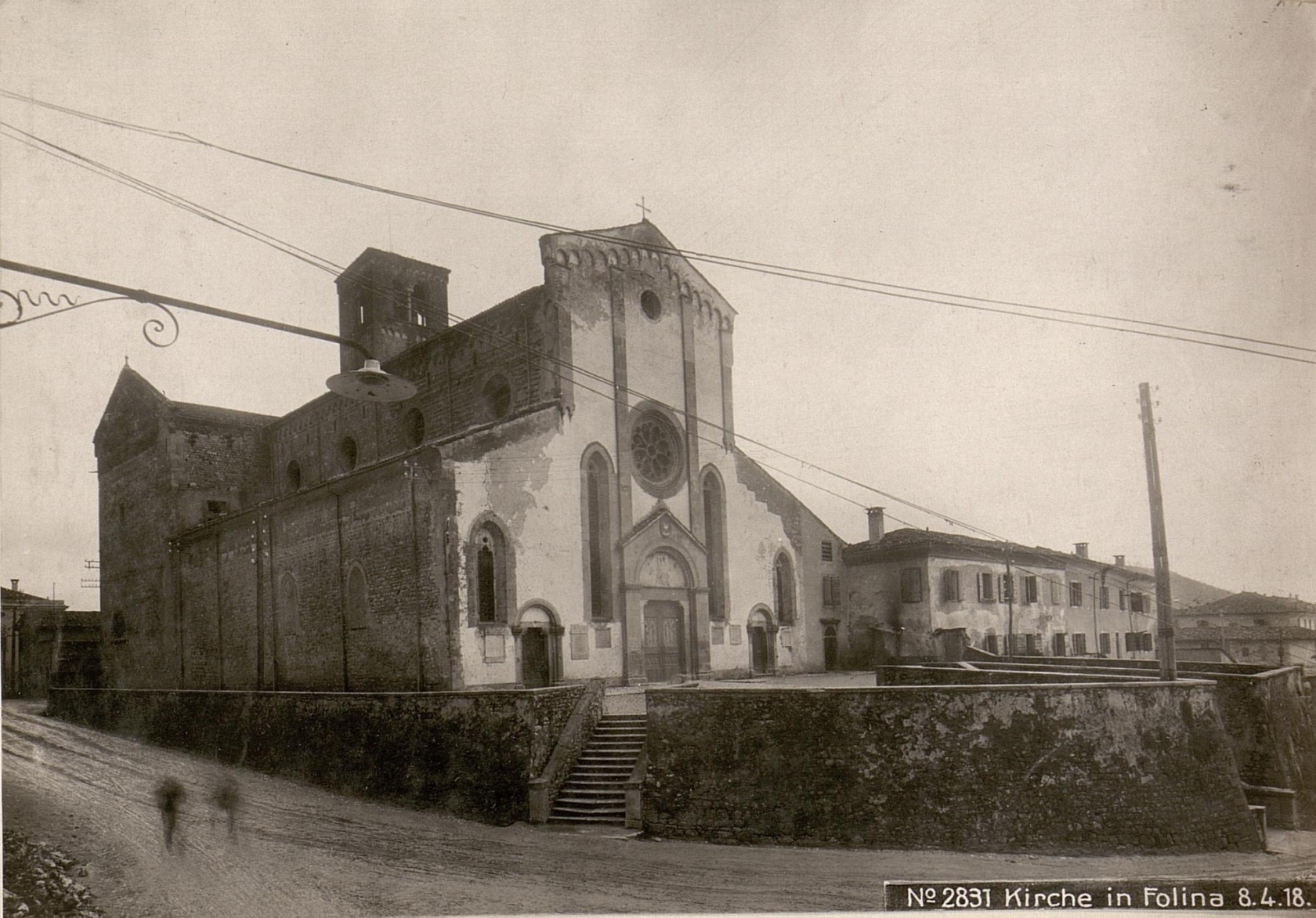
Photographie de l'abbatiale prise en avril 1918, durant la Première Guerre mondiale, par les troupes autrichiennes.

Le 22 janvier 1915, les servites de Marie sont installées à Follina et l'abbatiale est élevée au rang de basilique mineure. Durant la Première Guerre mondiale, l'abbaye se retrouve au cœur des combats et est assez fortement endommagée. Une restauration de grande ampleur, non seulement des dommages de la guerre, mais des destructions et pillages ayant affecté l'édifice depuis 1771, est menée par les religieuses entre 1919 et 1922,.

## Architecture

### L'église abbatiale

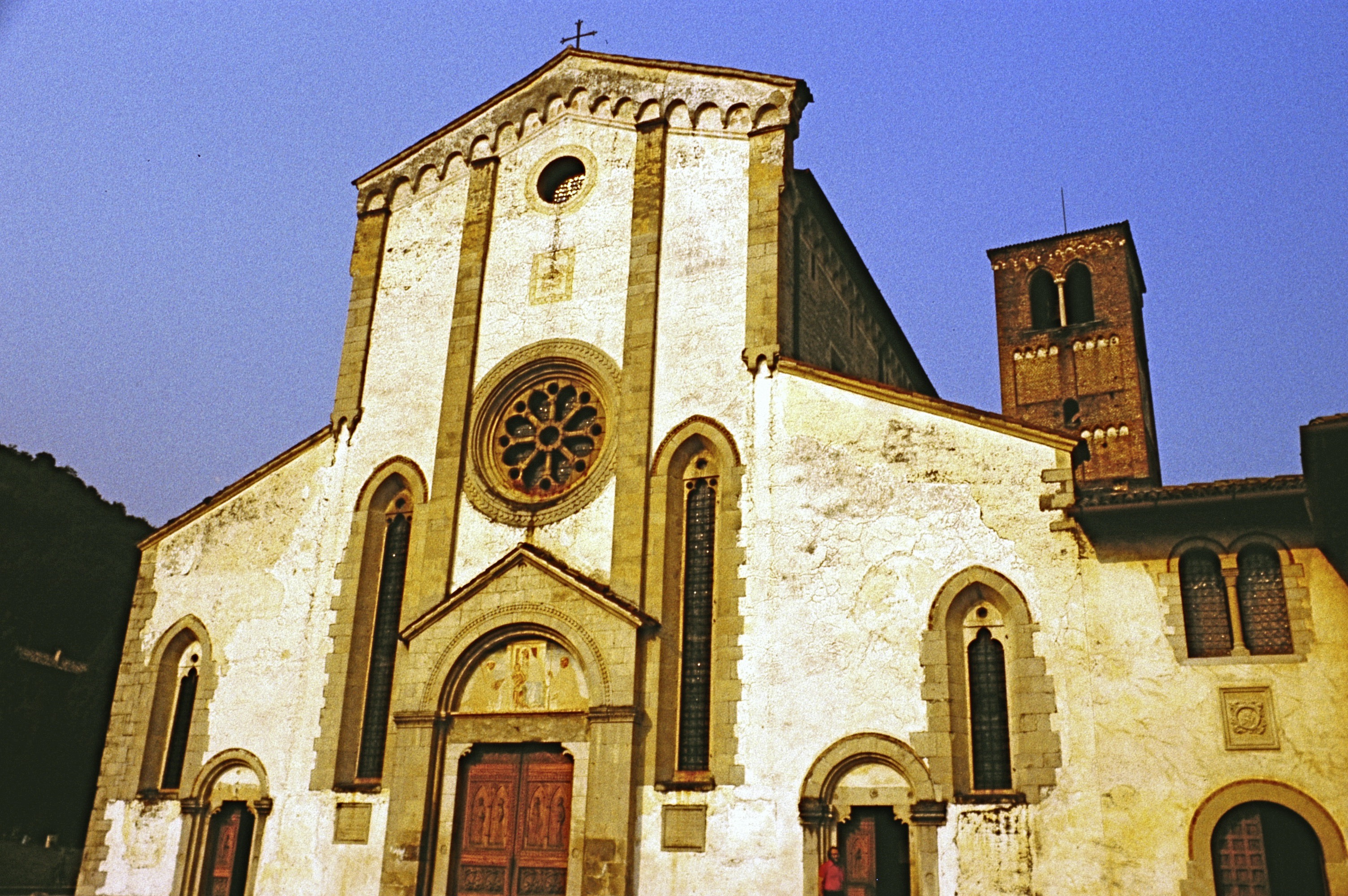
La façade de l'église abbatiale.

La façade de l'abbatiale est de style roman ; en son centre, elle comporte dans une niche une statue de la Beata Vergine di Follina, « bienheureuse Vierge de Follina », statue médiévale remise en place en 1915.